# Manuş Baba

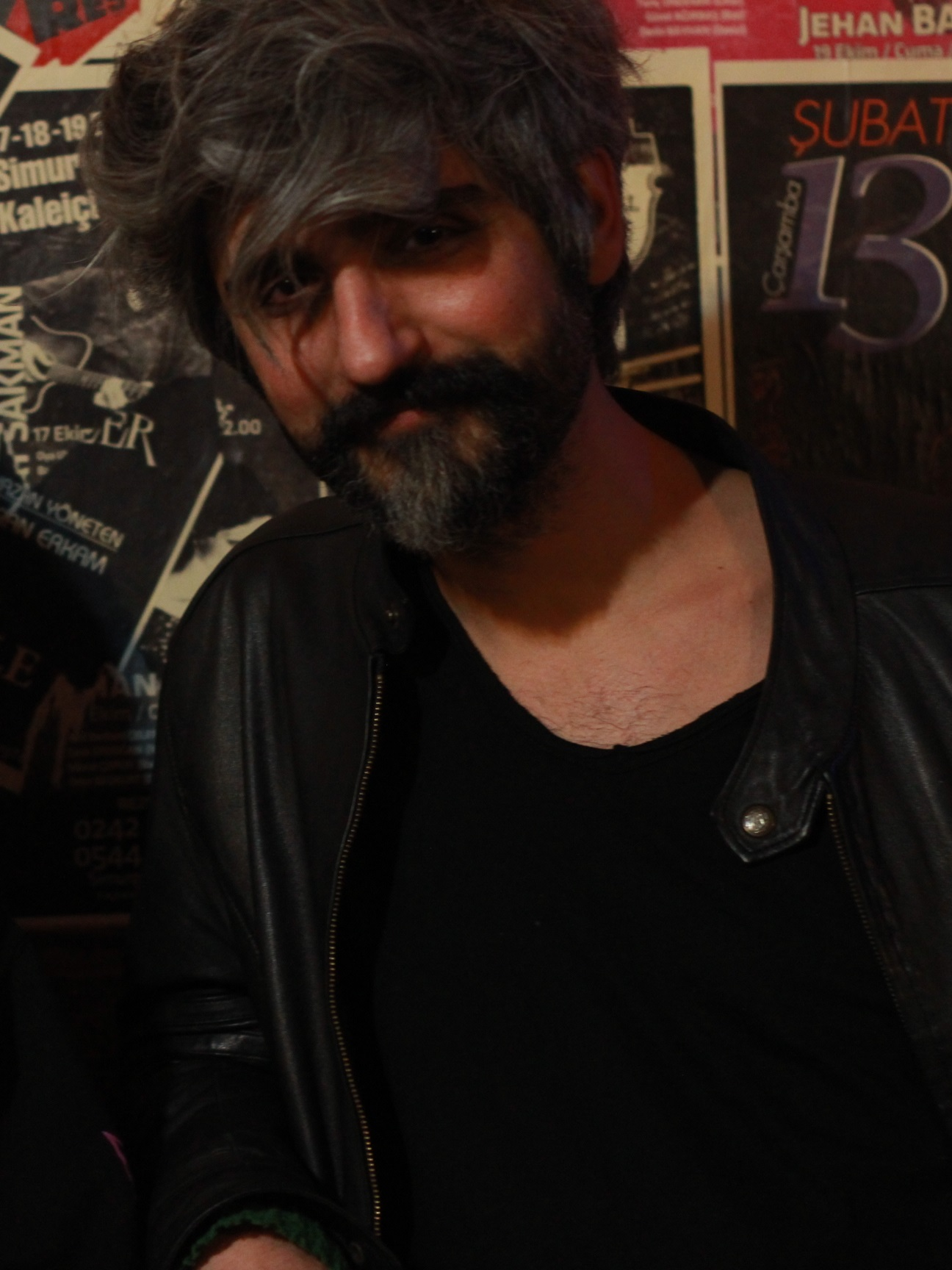
Manuş Baba (2017)

Manuş Baba (* 1. Dezember 1986 in Tarsus als Mustafa Özkan), ist ein türkischer Pop- und Arabeskensänger.

## Leben und Karriere
Er besuchte die Grundschule Tarsus Turgut İçgören in Tarsus. Seine Familie zog später aufgrund der Tätigkeit seines Vaters als Saisonarbeiter von Diyarbakir nach Antalya um. Er studierte an der Antalya Gazi High School und der Akdeniz-Universität. Er begann seine Musikkarriere 2010 mit seiner Band Güneşe Yolculuk. 
Im Jahr 2017 gelang ihm mit dem Debüt-Album Dönersen Islık Çal der musikalische Durchbruch. Vor allem der veröffentlichte Song Eteği Belinde wurde sehr erfolgreich. Es folgte zudem eine Kollaboration mit Nazan Öncel.

## Diskografie

### Alben
- 2017: Dönersen Islık Çal
- 2019: İki Gözümün Çiçeği

### Singles
- 2016: Aşkın Kederi
- 2016: İstanbul
- 2017: Değmez
- 2017: Eteği Belinde
- 2017: Dönersen Islık Çal
- 2017: Haberin Var Mı?
- 2018: Kimler Gelmiş (mit Nazan Öncel)
- 2018: Bu Havada Gidilmez
- 2019: İki Gözümün Çiçeği
- 2019: Sallaya Sallaya
- 2019: Onun Bir Sevdiği Var
- 2020: Dayanamam
- 2020: Bir Tek Sensin İçimde
- 2020: Dam Üstüne Çul Serer
- 2022: İyi Bak Kendine (mit Hirai Zerdüş)
- 2022: Geceler Kara Tren (mit Dupzi)
- 2022: Ey Benim Divane Gönlüm (mit Erdoğan Emir)